# 1962년 알제리 독립 국민투표

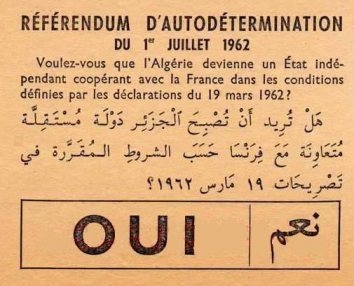
투표 당시 사용된 '찬성'표의 모습

1962년 알제리 독립 국민투표(프랑스어: Référendum sur l'indépendance de l'Algérie)는 1962년 7월 1일 프랑스령 알제리에서 실시된 독립 국민투표이다.
1962년 4월 국민투표에서 프랑스가 에비앙 협정을 승인한 데 따라 실시된 국민투표로, 투표의 설문은 알제리 유권자들에게 알제리가 프랑스와 협력하여 독립국이 되어야 하는지에 대해 물었다. 투표율 91.88%, 찬성 99.72%로 압도적인 지지를 보였다.

## 배경
1954년 11월 1일 투생 루즈 공격과 함께 국민해방전선 (FLN)에서 알제리 전쟁을 일으켰다. 1958년 5월 알제리 위기로 인한 프랑스 국내의 갈등이 급격히 고조되면서 프랑스 제4공화국은 종말을 맞이했다. 프랑스군이 알제리 독립군을 제압하기 위해 잔혹한 수단을 동원하는 바람에 프랑스 국내에서의 여론을 악화시키는 것은 물론, 프랑스를 향한 국제사회의 시각도 나빠지는 계기로 작용했다.
1960년 알제와 기타 도시에서 대규모 시위가 벌어진 가운데 프랑스 대통령 샤를 드골은 국민해방전선과의 협상을 승낙하였다. 알제리에 자결권을 허가할지에 관한 1961년 프랑스 국민투표가 유권자의 75% (알제리 유권자 70%)의 찬성으로 통과되었다. 1962년 3월 양국간의 협상 끝에 에비앙 협정이 체결되고, 4월 8일 프랑스 국민투표에서 91%의 찬성으로 협정이 승인되었다.

## 결과
알제리 독립 국민투표의 설문은 다음과 같았다.
"당신은 알제리가 1962년 3월 19일 선언에 명시된 조건에 따라 프랑스와 협력하에 독립국이 되기를 원하는가?"
| 1962년 알제리 독립 국민투표 | 1962년 알제리 독립 국민투표 | 1962년 알제리 독립 국민투표 |
| 찬성 또는 반대              | 득표수                      | 득표율                      |
| --------------------------- | --------------------------- | --------------------------- |
| 찬성                        | 5,975,581                   | 99.72%                      |
| 반대                        | 16,534                      | 0.28%                       |
| 무효표                      | 25,565                      | 0.42%                       |
| 총 득표수                   | 6,017,680                   | 100.00%                     |
| 투표율                      | 91.88%                      | 91.88%                      |
| 유권자수                    | 6,017,680                   | 6,017,680                   |
| 출처: Direct Democracy      |                             |                             |

## 여파
국민투표 결과에 따라 프랑스는 7월 3일 알제리의 독립을 선언했으며, 이 결정은 다음날 프랑스 관보에 게재되었다. 알제리 독립 지도자들은 프랑스가 알제 침공에 나선 지 132주년이 되는 7월 5일을 알제리 독립기념일로 선언했다. 알제리가 프랑스로부터 독립하면서 동시에 유럽 공동체의 경계에서 벗어나게 되었다.
에비앙 협정 제3장 3절에 의거하여 프랑스는 15년간 메르스엘케비르 해군 기지의 운영을 유지할 수 있었다. 이를 제외한 나머지 프랑스군은 1967년을 기해 철수되었다.
1962년 캐나다 역사가 존 C. 케언즈 (John C. Cairns)는 알제리 독립에 즈음하여 다음과 같이 평가했다.
“어떤 면에서는 지난 한 해가 가장 최악이었다. 그 어느 때보다 긴장이 고조되었다. 프랑스조차 그 어느 때보다 혼란스러웠다. 도처에서 무분별하게 벌어지는 잔인성은 그 어느 때보다 터무니없고 야만적이었다. 1961년 희망찬 봄부터 1962년 3월 18일 휴전에 이르기까지 지난 한 해는 섀도복싱, 거짓 위협, 항복, 살인적인 히스테리의 계절이었다. 프랑스령 알제리는 참혹한 죽음을 맞았다. 그 고통은 유럽제국주의의 지난 날에서 볼 법한 추악한 공포와 잔인함으로 점철되어 있었다. 1962년 봄, 제국이란 이름의 불행한 시체는 여전히 전율과 분노에 휩싸여 스스로를 학살로 얼룩졌다. 적어도 7년 반에 걸친 그 죽음의 모든 과정은 식민주의 역사상 가장 한심하고 추악한 사건으로 기록될 것이다. 얽히고설킨 분쟁의 그물 속에서 주요 인물 가운데 누구 하나 제대로 된 모습을 보인 사람은 찾아보기 어려웠다. 분쟁에서 승리한 자도, 분쟁을 다스린 자도 없었다.”